# Jean Ignace Onraet
Jean Ignace Onraet (Joannes-Ignatius Onraet) (Dikkebus, 1 augustus 1759 - Vlamertinge, 10 februari 1830) was een burgemeester, landmeter en zaakwaarnemer.
Hij was vanaf 1806 tot 1820 burgemeester van Vlamertinge. 

## Privé
Onraet was de zoon van Jacobus Josephus Augustinus Onraet en Isabella Theresia Bossaert. Hij trouwde op 9 november 1790 te Dikkebus met Isabella Theresia Plantefève.